# Anna Kobrlová
Anna Kobrlová, rozená Brůnová, (* 17. července 1945, Koštice) je česká sbormistryně a hudební pedagožka.

## Život
Hudbě se věnovala již od dětství, navštěvovala školní pěvecký sbor a v LŠU se učila hrát na klavír, navíc hrála i v ochotnickém divadle. Absolvovala Všeobecnou vzdělávací školu v Lovosicích, poté studovala na Pedagogické fakultě UJEP v Ústí nad Labem, obor ruský jazyk a hudební výchova.
Již za studia zpívala ve Smíšeném pěveckém sboru Pedagogické fakulty. V letech 1965–1969 učila hudební výchovu na základní škole v Žalanech u Teplic, poté do roku 1974 ve Velkém Březně. Zde založila a vedla své první pěvecké sbory, zároveň zpívala v Pěveckém sdružení lovosických učitelek, které vedl Slavoj Princl.
V roce 1966 založil Vlastimil Kobrle Ústecký dětský sbor a přizval Annu Brůnovou ke spolupráci. Vedla nejdříve přípravná oddělení Včelka a Cvrček, později pracovala s hlavním sborem. V roce 1972 se za Vlastimila Kobrleho provdala a z jejich vztahu se narodili synové Pavel, Petr a Vlastimil. Poslední jmenovaný se stal prvním koncertním mistrem Symfonického orchestru Českého rozhlasu a uměleckým vedoucím Filharmonického komorního orchestru.
V roce 1973 dokončila postgraduální studium a nastoupila jako odborná asistentka na Katedru hudební výchovy ústecké Pedagogické fakulty. Po rigorózní zkoušce v oboru teorie vyučování hudební výchovy získala roku 1982 titul doktorky pedagogiky (PaedDr.), pokračovala studiem na Pedagogické fakultě Univerzity Karlovy a roku 1987 se stala kandidátkou pedagogických věd (CSc.). V roce 1989 byla jmenována docentkou v oboru didaktika hudební výchovy.

## Dílo
Jako vedoucí a oponentka kvalifikačních prací se věnovala teorii sborového zpěvu, hudební teorii a zejména profesní přípravě učitelů hudební výchovy. K těmto tématům vydala několik příspěvků ve sbornících Pedagogické fakulty v Ústí nad Labem.
Kromě domácích koncertů a pravidelných jarních a vánočních vystoupení se sbor snažil alespoň jednou ročně vycestovat za hranice, absolvoval tak výjezdy nejen po takřka celé Evropě, ale navštívil i Izrael či USA. Díky píli Anny Kobrlové je historie a činnost sboru podrobně zmapována a materiály, fotografie i vzpomínky shromažďované dlouhé roky vydaly na 15 kronik.
Sbor pod vedením manželů Kobrlových mnohokrát vystupoval i s jinými hudebními či divadelními tělesy, např. se Severočeskou filharmonií nebo v inscenacích Severočeského divadla opery a baletu. Natáčel rovněž sborové party k pohádkám Anděl Páně, Tři životy a O dívce, která šlápla na chléb.
Během let vyšlo několik gramofonových desek a CD s nahrávkami sborových skladeb. Zpočátku sbor natáčel vánoční koncerty a výroční vystoupení, roku 2003 pak začal intenzivně spolupracovat s hudebním skladatelem Milošem Bokem a nahrál další alba, např. Symfonické koledy, Hymnus k Duchu svatému, Psalmus 131, Chrámové skladby I–III nebo jeho mše.

## Ocenění díla
V průběhu let získal sbor množství cen, které představovaly ocenění práce sbormistrů, např.:
- Zlatá palma v Opavě (1973) – 1. místo,
- Zlatý vavřín (1975) – stříbrné pásmo,
- Olomouc (1978) – 2. cena,
- Varna (1973) – 2. cena,
- Limburg/Lahn (1984) – 1. cena,
- Bratislava (1985) – 1. místo,
- Halle/Saale (1986) – 1. cena,
- Arnhem (1991) – 3. cena.

V roce 2010 získala Anna Kobrlová Cenu Františka Lýska, nejvyšší ocenění Unie českých pěveckých sborů. V témže roce odešla do důchodu a byla jmenována emeritní docentkou Pedagogické fakulty UJEP. Následující rok, ukončili manželé po 45 letech vedení sboru, ovšem práce se zpěváky se zcela nevzdali a až do roku 2013 vedli sbor Luscinia, který tvořily bývalé členky Ústeckého dětského sboru.